# Dornier Spatz
Le Dornier Spatz devait être un avion d'entraînement dans les années 1920. Cependant, seul un prototype a été construit.

## Histoire
Le Dornier Spatz était une version terrestre du Dornier Libelle II. 
Son premier vol a eu lieu le 12 février 1922 à Löwental cependant le prototype a été endommagé lors des tests. N'ayant été l'objet d'aucune commande, aucun autre modèle n'a été construit. 